# Mats Liljeholm
Mats Björn Liljeholm, tidigare känd som Mats Kuoppala, född 15 juli 1930 i Orsa församling, Kopparbergs län, död 19 juli 2009 i Kungsängen-Västra Ryds församling, Stockholms län, var en svensk riksspelman (nyckelharpa).

## Biografi
Liljeholm gick på Ingesunds folkliga musikskola 1948–1950 och började på 1950-talet spela silverbasharpa, men lånade senare en kromatisk av Eric Sahlström och blev riksspelman 1969. Han bidrog i hög grad till att öka intresset för nyckelharpan och var lärare åt bland andra Peter Ersson, Peter "Puma" Hedlund och Åsa Jinder. Tillsammans med Anders Liljefors höll han kurser i folkmusik för ungdomar vid Wiks folkhögskola och de båda var ledare för gruppen Harpan min. 
År 1971 utvecklade Herold Lundin sin nyckelharptyp i samarbete med Liljeholm och tillsammans utvecklade de cirkelverksamhet för nyckelharpbygge och gav ut en bygghandledning. År 1974 utgav han en LP med Sven-Eric Johansons nyckelharpkonsert.

## Diskografi
- 1971 – Mungalåten.[3]

- 1978 – Harpan min:s Familjeblandning.[4]

- 1978 – Nystroem . Rangström . Johanson.[5]

- 1984 – Eskil Hemberg Lyriska Landskap.[6]